# Tab (karakter)
Het tab-karakter of ook wel horizontal tab genoemd, is een van de zogenoemde 'blank characters' (lege karakters) in een karakterset die kunnen voorkomen in (digitale) tekstbestanden of tekstgedeelten van computerbestanden (zoals in metadata). Het wordt, bijvoorbeeld in een teksteditor of tekstverwerker, ingevoerd met de tabtoets die op veel toetsenborden aanwezig is, en – afhankelijk van documentstandaard en/of opmaakinstellingen van het tekstbestand – in de tekst weergegeven door een lege ruimte met een breedte die minstens de breedte is van een enkele spatie, maar afhangt van de horizontale positie van de voorafgaande tekst.
Bij het kopiëren van een tabel op het scherm (die door diverse programma's gegenereerd kan zijn) naar het klembord wordt het gebruikt als scheidingsteken tussen de kolommen. Men kan de tabel dan plakken in een spreadsheet.
Het tab-karakter wordt gerekend tot de verzameling van tekens die wordt aangeduid met de term whitespace.

## In karaktersets
In de ASCII-karakterset is de tab het 10e karakter en heeft karakter nummer 9 (omdat het NULL-karakter met code 0 het eerste karakter is), en heeft dan ook de decimale ASCII-code 009 (hexadecimaal: 0x09, octaal: 011). De HTML-code van het tab-karakter is &#9; of &Tab;. Het tab-karakter wordt ook wel aangeduid met de afkorting HT en de voorstelling ervan in een regular expression wordt gegeven door de tekencombinatie \t. De horizontale tab kan eventueel ook ingevoerd worden met de toetscombinatie CTRL+I en wordt daarom ook weleens weergegeven als ^I. In Unicode heeft het tab-karakter eveneens nummer 9.

## In tekstbestanden
In een teksteditor voor platte tekst komt de ruimte van één enkele tab doorgaans overeen met die van maximaal 8 spaties wanneer het wordt weergegeven in een monospace lettertype (font), en wel zo dat het volgende karakter een veelvoud van 8 posities verder staat dan de eerste positie van de regel. Dit kan echter afhankelijk zijn van software- of systeeminstellingen. Bij een proportioneel font kan dit afhankelijk van de teksteditor hetzelfde werken, met het gevolg dat er geen mooie kolommen verschijnen. Bij onder meer Notepad begint tekst na een tab ook bij een proportieel font op vaste posities.
Ook in een tekstverwerker kan het tab-karakter een rol spelen.